# Хворостухин, Павел Аркадьевич
Па́вел Арка́дьевич Хворосту́хин (род. 18 июня 1986) — российский легкоатлет, специалист по бегу на средние дистанции. Выступал на профессиональном уровне в 2004—2019 годах, победитель и призёр стартов всероссийского значения, действующий рекордсмен России в эстафете 4 × 1500 метров. Представлял Санкт-Петербург. Мастер спорта России.

## Биография
Павел Хворостухин родился 18 июня 1986 года. Занимался лёгкой атлетикой в Санкт-Петербурге под руководством тренеров Павла Борисовича Глушака и Валентина Евгеньевича Шибаева. Представлял всероссийское физкультурно-спортивное общество «Динамо».
Выступал на крупных всероссийских стартах начиная с 2004 года, в частности в этом сезоне выиграл бронзовую медаль в беге на 600 метров на турнире в помещении в Санкт-Петербурге.
В 2005 году стал третьим в беге на 1500 метров в юниорской матчевой встрече со сборными Украины и Белоруссии в Минске, пятым в беге на 800 метров на чемпионате России среди юниоров в Туле.
В 2007 году впервые выступил на взрослом чемпионате России в Туле, в дисциплине 800 метров в финал не вышел.
В 2009 году с командой Санкт-Петербурга выиграл бронзовую и серебряную медали в эстафетах 4 × 800 и 4 × 1500 метров на чемпионате России по эстафетному бегу в Сочи.
В 2010 году на эстафетном чемпионате России в Сочи одержал победу в эстафете 800 + 400 + 200 + 100 метров и получил серебро в эстафете 4 × 1500 метров.
В 2011 году среди прочего выиграл Кубок Санкт-Петербурга в дисциплинах 800 и 1500 метров.
На чемпионате России 2012 года в Чебоксарах завоевал серебряную награду в беге на 1500 метров, уступив в финале только Егору Николаеву, тогда как на эстафетном чемпионате России в Адлере победил в эстафете 4 × 800 метров. Также в этом сезоне установил свои личные рекорды на дистанциях 800 и 1500 метров — 1:49.14 и 3:39.22 соответственно.
В 2013 году в 1500-метровом беге взял бронзу на зимнем чемпионате России в Москве.
На чемпионате России по эстафетному бегу 2014 года в Адлере выиграл серебряную и золотую медали в эстафетах 4 × 800 и 4 × 1500 метров.
В 2015 году в дисциплине 1500 метров был седьмым на Мемориале братьев Знаменских в Жуковском и пятым на чемпионате России в Чебоксарах. На чемпионате России по эстафетному бегу в Адлере стал бронзовым призёром в эстафете 4 × 1500 метров.
В 2016 году был четвёртым на чемпионате России в Чебоксарах. На эстафетном чемпионате России в Адлере вместе с партнёрами по санкт-петербургской команде Александром Сторожевым, Тимофеем Петровым и Алексеем Харитоновым установил ныне действующий рекорд России в эстафете 4 × 1500 метров — 15.12,51.
На эстафетном чемпионате России 2017 года в Адлере вновь выиграл эстафету 4 × 1500 метров.
В 2018 году на чемпионате России по эстафетному бегу в Смоленске завоевал серебряную награду в эстафете 100 + 200 + 400 + 800 метров.
Завершил спортивную карьеру по окончании сезона 2019 года.